# جان ون سیترز
جان ون سیترز (انگلیسی: John Van Seters؛ زادهٔ ۲ مهٔ ۱۹۳۵) مورخ اهل همیلتون، انتاریو در کانادا است. یک محقق کتاب مقدس عبری (عهد قدیم) و خاور نزدیک باستان است. استاد ممتاز دانشگاه در دانشگاه کارولینای شمالی بود.
وی همچنین برندهٔ جوایزی همچون کمک‌هزینه گوگنهایم شده‌است.